# Tmesisternus rufipes
Tmesisternus rufipes es una especie de escarabajo del género Tmesisternus, familia Cerambycidae. Fue descrita científicamente por Blanchard en 1853.
Habita en Indonesia y Papúa Nueva Guinea. Esta especie mide 9-15,75 mm.